# TransMIO
El TransMIO es un sistema de transporte público que funciona desde el 20 de diciembre de 2017 en la ciudad de Villa Nueva y el área sur de la Ciudad de Guatemala, Guatemala.
Villa Nueva al ser la segunda ciudad más poblada del país  con más de un millón y medio de habitantes necesita un sistema de transporte diseñado para atender las altas demandas de traslado de la población y al mismo tiempo brindar atención, seguridad y una movilidad más eficaz, es por ello que la Municipalidad de Villa Nueva ha establecido este sistema de transporte para minimizar esa alta necesidad dentro de su jurisdicción ya que las unidades tienen una capacidad para 95 pasajeros. Actualmente el Sistema de transporte MIO cuenta con 3 líneas y buses con rampas para atender a discapacitados.

## Historia
Debido al rápido crecimiento de la mancha urbana y a la alta demanda al transporte público en el Sur del Departamento de Guatemala la Municipalidad de Villa Nueva se vio en la necesidad de mejorar el sistema de transporte público dentro de su jurisdicción y fue creado el servicio de Movilidad Integral Óptima, el cual, en un futuro contará además del servicio de autobuses con un sistema de Teleférico y un sistema de ciclovías de las cuales un porcentaje de ellas ya están habilitadas.

### Cronología
- 20 de diciembre de 2017: Comienza a circular en las calles Villanovanas el TransMIO.
- 26 de abril de 2018: Se habilita una nueva línea desde la zona 10 a la zona 12 de Villa Nueva.
- 25 de julio de 2019: Se habilita una nueva línea que sale del parque central hacia El Trébol.[4]
- 12 de agosto de 2019: Se habilitan unidades del TransMIO exclusivo para mujeres.[5]

## Líneas

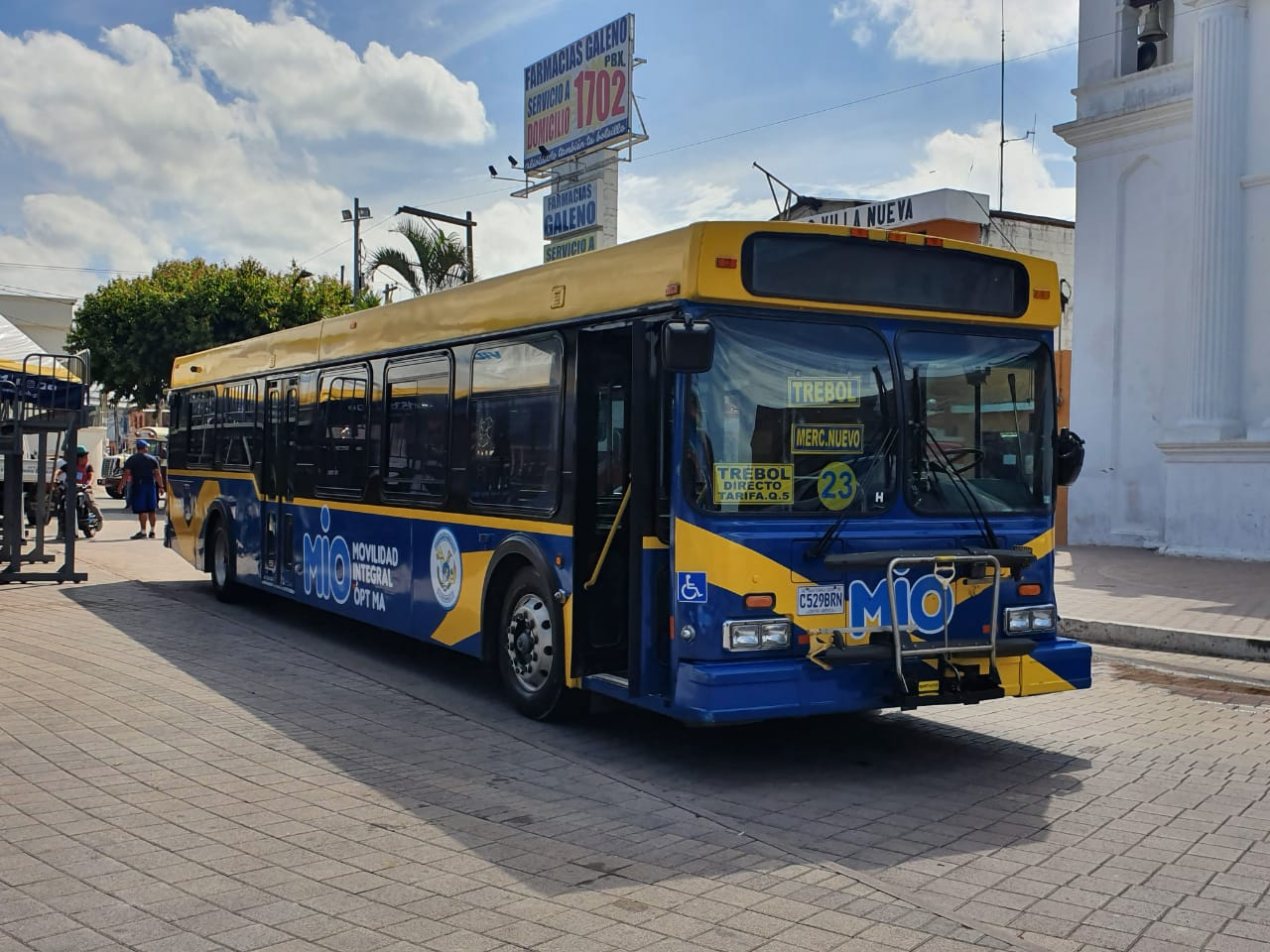
Unidad del TransMIO en el parque central.

### Línea 1
La primera línea del TransMIO recorre varias zonas del lado este de la ciudad, iniciando el recorrido en Ciudad Santa Clara pasando por el boulevard Los Reformadores, Mercado Concepción, Boulevard El Frutal, Búcaro hasta llegar a la central de transferencia Centra Sur para conectar con el sistema BRT Transmetro y el sistema de tren ligero actualmente en construcción MetroRiel. Esta primera línea fue inaugurada el 20 de diciembre de 2017 e inició operaciones con 25 unidades del nuevo sistema de Transporte Movilidad Integral Óptima, el cobro de dicho recorrido es de 3 quetzales.

### Línea 2
La segunda Línea del TransMIO recorre toda la Autopista CA9-Sur, iniciando el recorrido en el Hospital Nacional de Villa Nueva y finalizando en la central de transferencia Centra Sur para conectar con el sistema BRT Transmetro y el sistema de tren ligero actualmente en construcción MetroRiel. Esta ruta beneficia a habitantes de la zona 10 y 11 del municipio, el cobro del recorrido es de 4 quetzales.

### Línea 3
La línea 3 del TransMIO es la ruta con más paradas continuas y es la más larga de todas ya que las unidades recorren un total de 27 kilómetros, esta es la única línea que recorre calles y avenidas de otras jurisdicciones fuera de Villa Nueva. El recorrido inicia en el parque central de Villa Nueva, Boulevard El Frutal y toda la Avenida Petapa para finalizar el trayecto en El Trébol. Esta ruta beneficia a habitantes de la zona 5 de Villa Nueva, zona 7 de San Miguel Petapa y zona 12 de la Ciudad de Guatemala. El cobro del recorrido es de 5 quetzales.

#### Línea 3 (Exclusivo para mujeres)
Con el objetivo de dignificar a la mujer y evitar que sean víctimas de abusos o violencia se han establecido unidades en la línea 3 del TransMIO de uso exclusivo para mujeres, dichas unidades son conducidas por mujeres y se identifican por un listón rosado en el frente de las unidades, estas unidades circulan de 4:00 a 8:00 y de 17:00 a 19:00 horas. El cobro del recorrido es de 5 quetzales.

## Autobuses
Las unidades del TransMIO son autobuses de la marca International con capacidad para 95 pasajeros, todas las unidades son monitoreadas por sistema de vigilancia de video en tiempo real, además cuentan con seguridad para poder brindar más seguridad a los pasajeros. Existen unidades con rampas especiales para personas con alguna discapacidad y autobuses con cargadores especiales para bicicletas.

## Galería

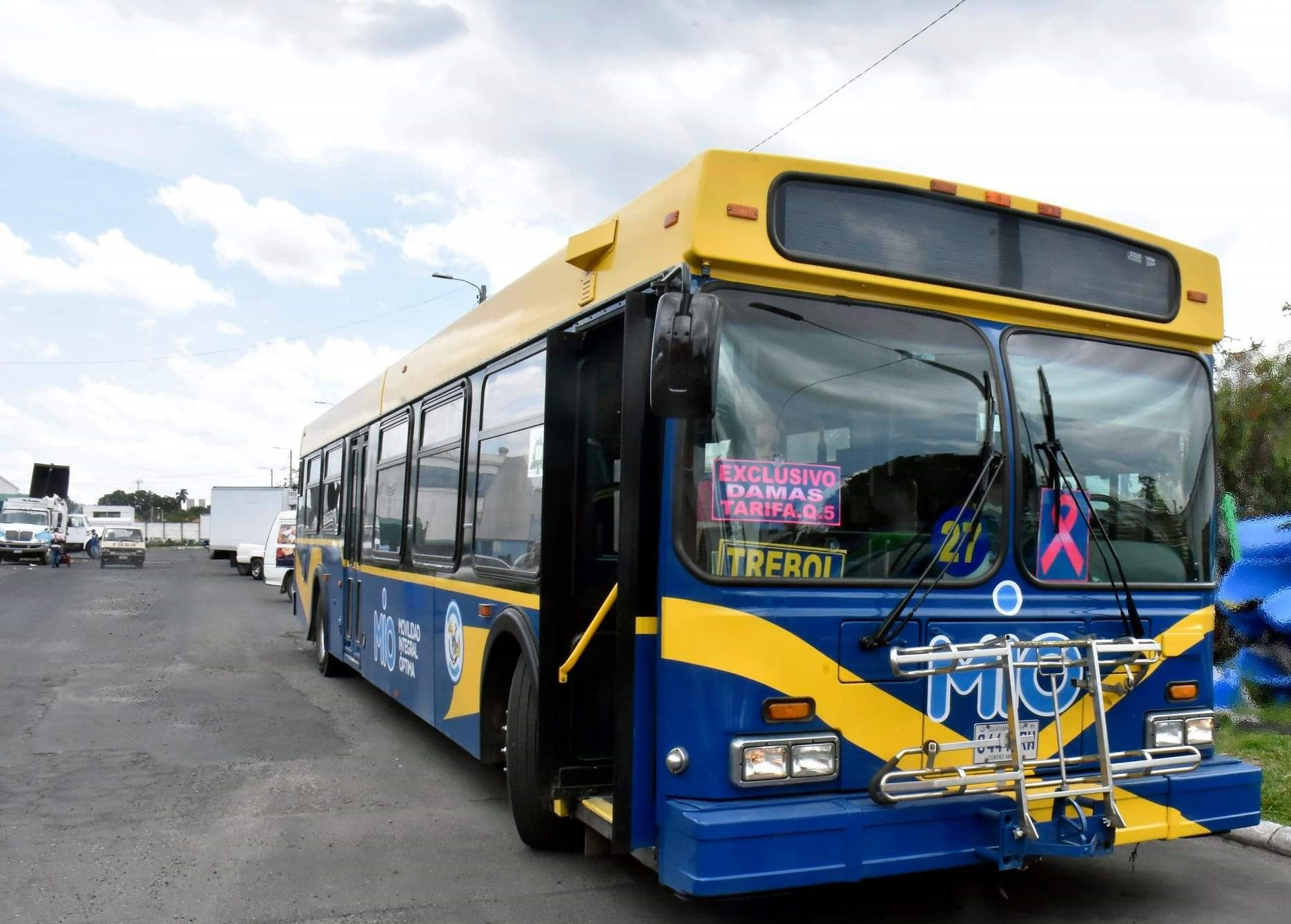
TransMIO exclusivo para mujeres
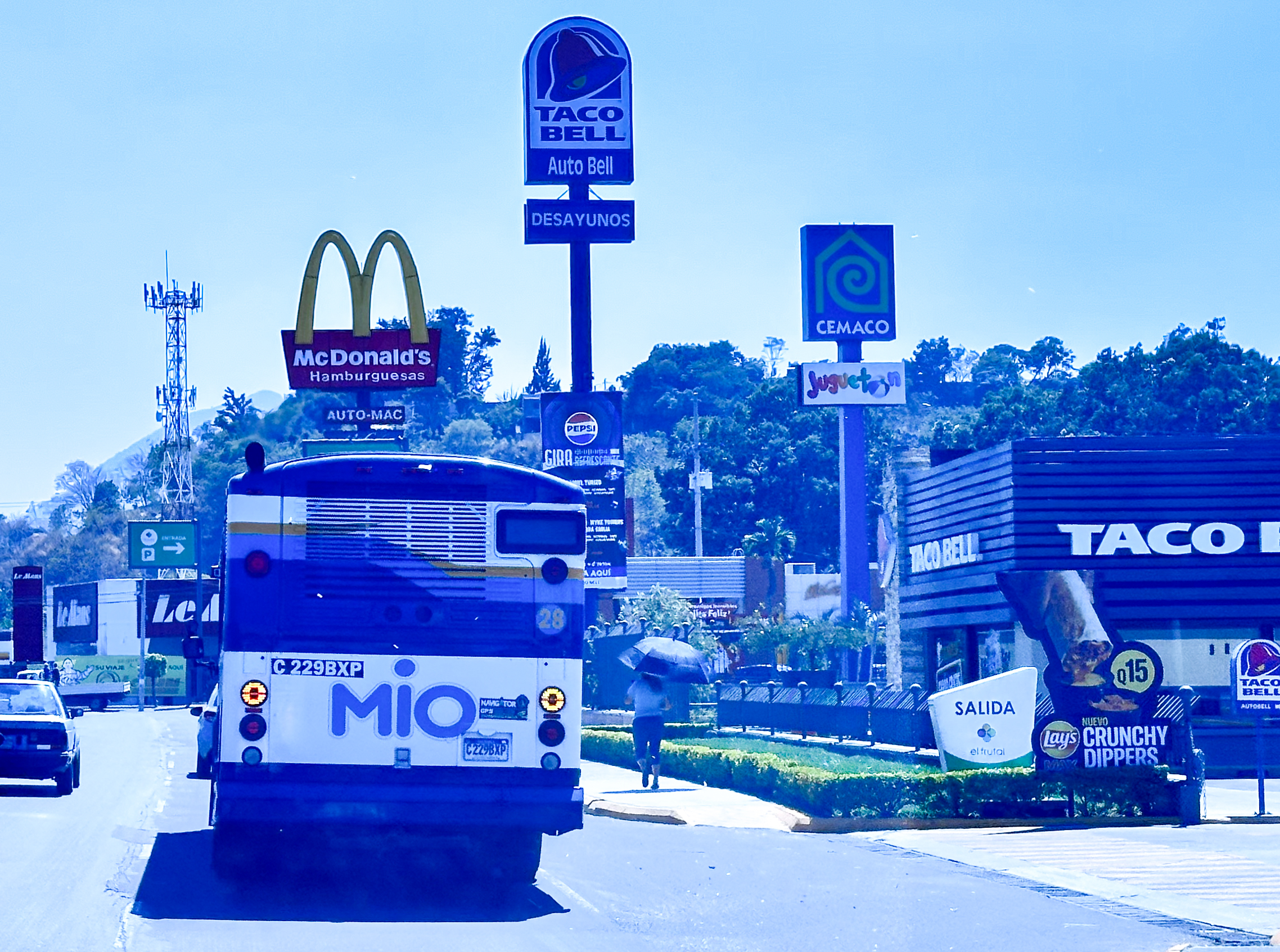
Unidad sobre el Bulevar El Frutal
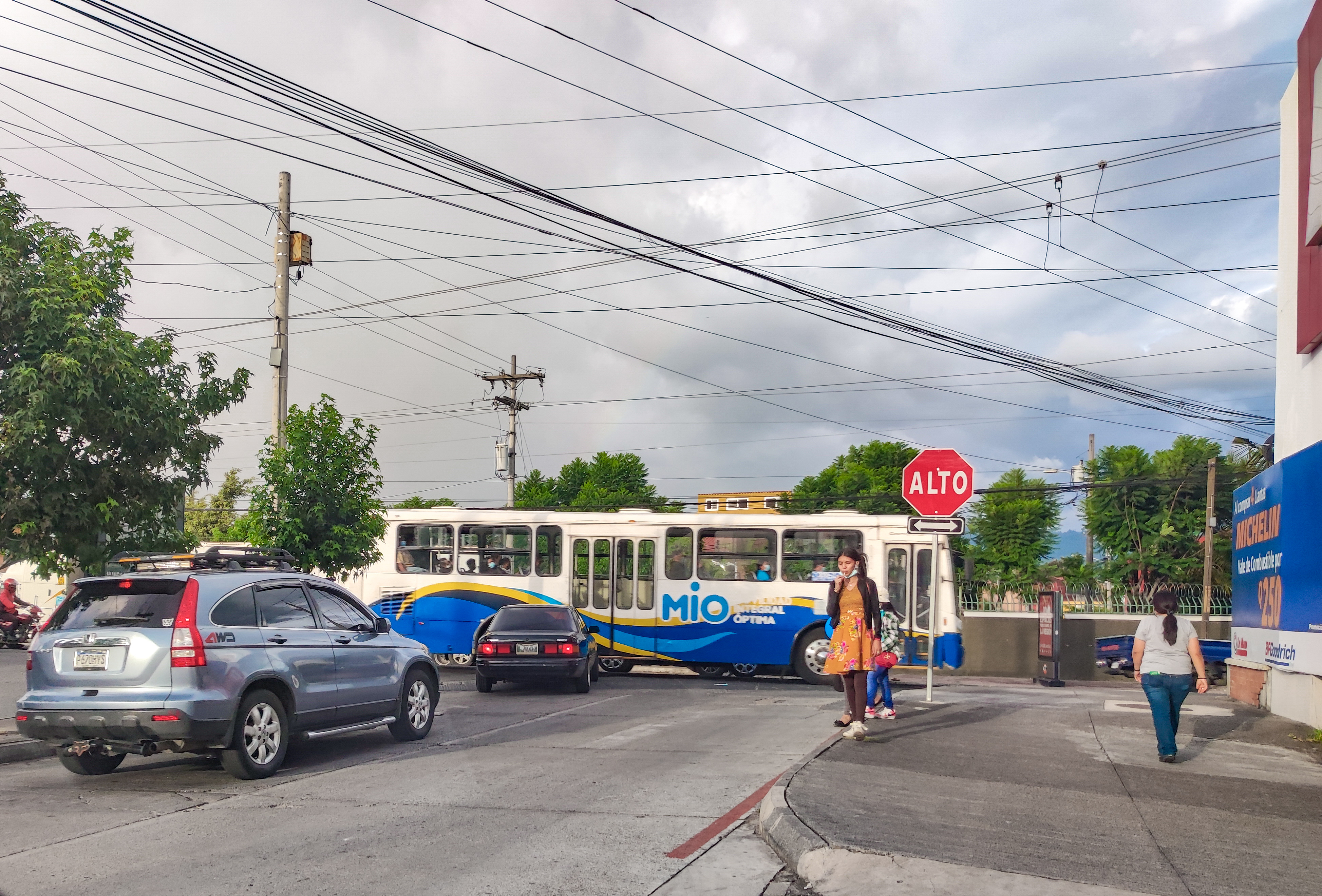
Unidad de la Línea 1
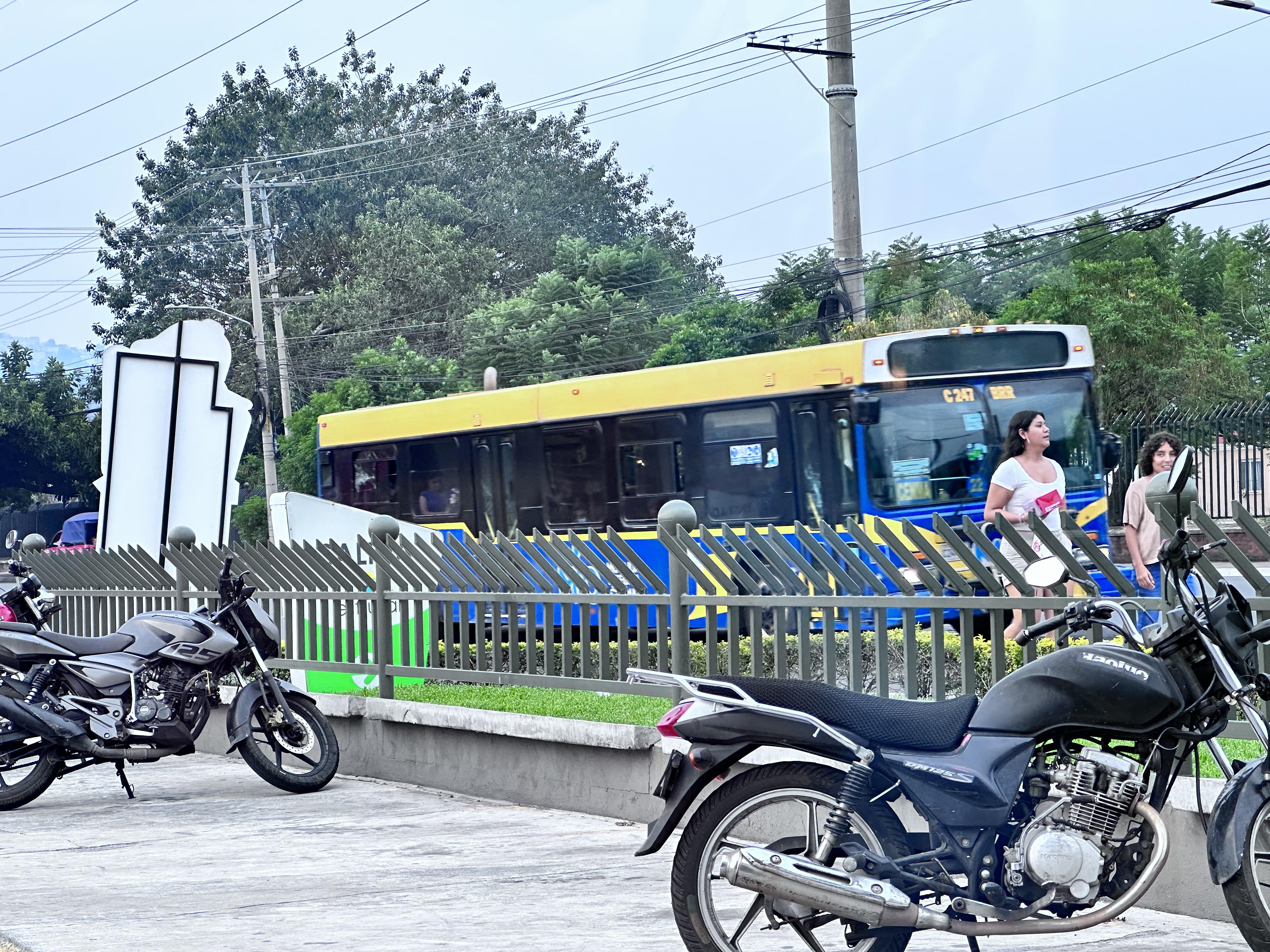
Unidad de TransMIO en la zona 5